# I Wanna Go There
I Wanna Go There è il quinto album in studio del cantante statunitense Tyrese Gibson, pubblicato nel 2002.

## Tracce
1. How You Gonna Act Like That
2. U Don't Give a Damn About Me
3. How Do You Want It (Situations)
4. I Must Be Crazy
5. She Lets Me Be a Man
6. Signs of Love Makin'
7. Somebody Special
8. Girl I Can't Help It (feat. Jermaine Dupri)
9. Kinna Right
10. All Ghetto Girl
11. I'm the Other Man (interlude)
12. On Top of Me
13. I Wanna Go There
14. Taking Forever